# Charnadüra

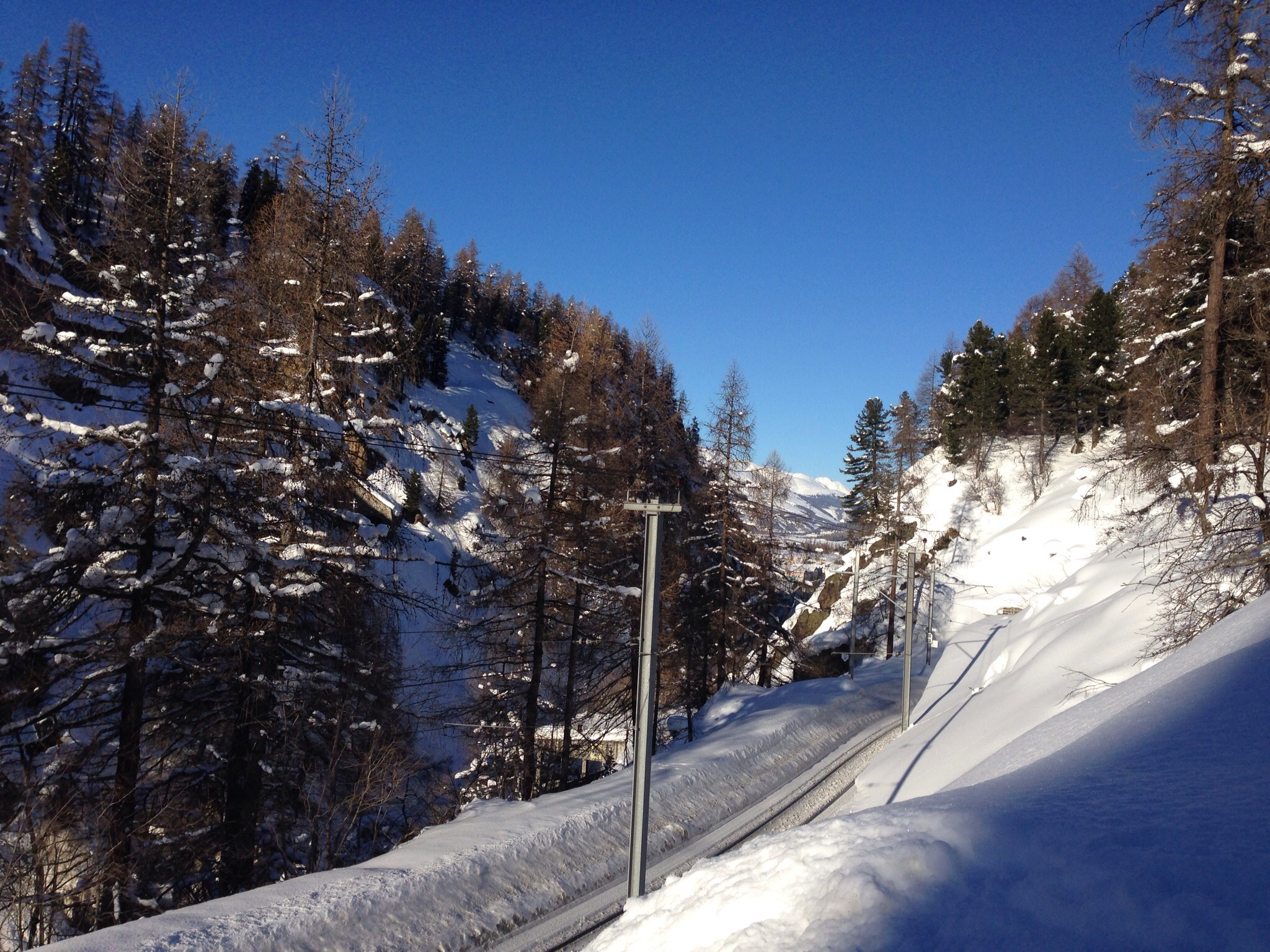
Eingang zur Charnadüra von St. Moritz her. Im Vordergrund die Berninabahn, im Talgrund eine Galerie der Hauptstrasse 27, am gegenüberliegenden Hang der Eingang des Tunnels Charnadüra I der Albulabahn und in der Ferne Celerina.

Die Charnadüra auf der Siegfriedkarte, 1875.

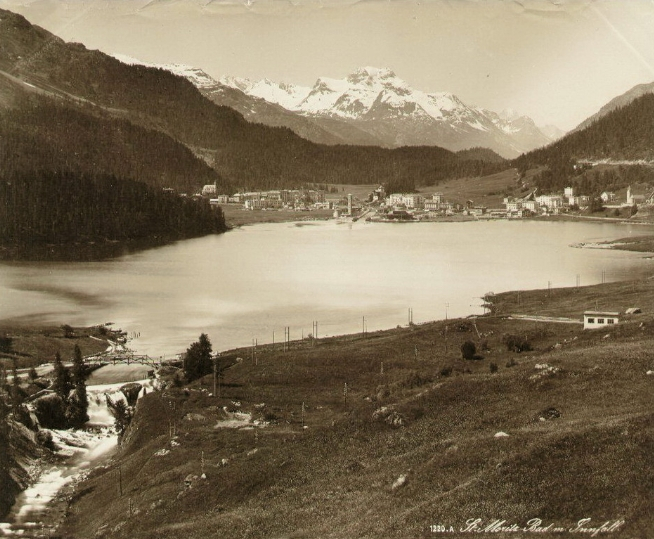
Inn-Fall um 1890. St. Moritzersee, noch ohne Bahnhof.

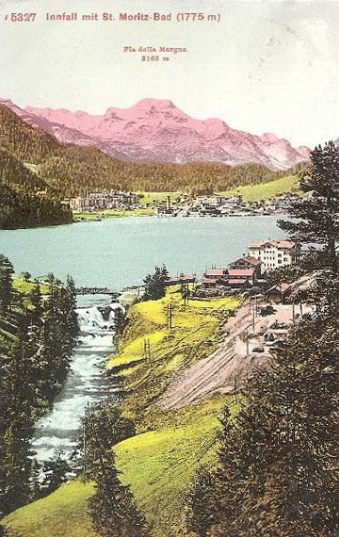
Eingang der Charnadüra mit Inn-Fall, ca. 1905. Rechts der Bahnhof und die Böschung der Albulabahn mit noch nicht überwachsenem Abraum. Noch fehlt der Viadukt der Berninabahn über den Inn.

Die Charnadüra (auch Charnadüra-Schlucht, Aussprache im lokalen Puter: [ˌt͡ɕarnɐ'dyːrɐ] mit Betonung also auf dem ü) ist eine Schlucht des Inns am Ausfluss des St. Moritzersees im Schweizer Engadin.

## Lage
Die Charnadüra ist eine 1200 Meter lange Schlucht des Inns. Sie beginnt bei der Landzunge Punt da Piz am Ausgang des St. Moritzersees (Gemeinde St. Moritz) auf 1768 m ü. M. und endet in der Ebene der Gemeinde Celerina auf 1720 m ü. M.
Bis ca. 1970 begann die Schlucht mit einem mehrere Meter hohen Inn-Fall am Ausgang des Sees. Heute führt der Inn nur noch wenig Wasser und wird über die Hälfte der Strecke durch einen 480 Meter langen galerieartigen Stollen geleitet. Durch die enge Schlucht führen heute nebst dem Inn die Kantonsstrasse sowie zwei Eisenbahnlinien.

## Name
Der Name wird auf lateinisch Crena (Puter crenna, deutsch Einschnitt, Kerbe, Schlitz) zurückgeführt. Diese erreichte über die mutmassliche Zwischenform Caronatura die heutige, romanische Form Charnadüra. Gelegentlich findet sich der Beiname Drachenschlucht, der womöglich in Verbindung steht mit dem Übernamen der St. Moritzer als Drachen (romanisch: draguns).
Der Flurname Charnadüra bezeichnet auch eine Alp oberhalb von Lavin im Unterengadin.

## Entstehung der Schlucht
Die Charnadüra entstand als Durchbruchschlucht durch die postglaziale Erosion des Inns in den Talriegel aus Biotit-Schiefer. Die Tiefenleistung des Flusses beträgt 20 bis 25 Meter.
Angelegt wurde die Charnadüra spätestens vor etwa 10'000 Jahren im Spätwürm, möglicherweise bestand sie aber bereits als subglaziale Schmelzwasserrinne.

## Geschichte
Die Charnadüra wurde bereits in der Jungsteinzeit begangen, wie eine 1921 in der Schlucht gefundene Lanzenspitze aus Silex nachweist.
In vortouristischer Zeit war das Gebiet rechts des Inns unbewohnt. Immerhin zeigt schon die Dufourkarte von 1855 eine inn-querende Brücke am Eingang der Schlucht.
1885 wurde auf der Punt da Piz das Waldschlössli vom Rocca erbaut, heute bekannt als Hotel Waldhaus am See.
1887 baute der Unternehmer und Hotelbesitzer Johannes Badrutt in der Charnadüra das erste Elektrizitätskraftwerk der Schweiz.
Seit 1896 zeigt die Siegfriedkarte einen Weg durch die Schlucht, der, auf der rechten Seite beginnend, den Fluss in der Mitte überquert und danach linksseitig nach Celerina führt.
Seit 1900 entstanden einfache Mehrfamilienhäuser sowie eine Gewerbezone am rechten Eingang der Schlucht.
Ab etwa 1901 erfolgte der Bau der Albulabahn linksseitig durch die Schlucht. Eröffnet wurde dieses letzte Teilstück der Albulabahn am 10. Juli 1904.
Wenig später, im Frühling 1908, wurde rechtsseitig die Berninabahn ebenfalls bis zum Bahnhof St. Moritz geführt. Dieses Teilstück wurde am 1. Juli 1909 eröffnet.
Seit 1931 wird ein grosser Teil des Wassers beim Stauwehr am Ende des St. Moritzersees gefasst und mit wenigen Metern Gefälle in einem Stollen rechtsseitig durch die Schlucht geführt. Zur Stromproduktion wurde das Elektrizitätswerk Islas am Ausgang der Schlucht gebaut.
1970 wurde die alte, kurvige Kantonsstrasse von Celerina nach St. Moritz durch eine direkte Verbindung durch die Charnadüra ergänzt. Gleichzeitig mit dem Strassenbau wurde der Inn linksseitig ins Berginnere verlegt.

## Stromgewinnung

### Entstehung
Schon seit 1878 wurde das Gefälle des Inns in der Charnadüra zur Stromgewinnung genutzt, was eine Schweizer Pionierleistung darstellt.
Nach dieser ersten Nutzung durch den Privatunternehmer Johannes Badrutt begann 1891 die Gemeinde St. Moritz mit der Stromproduktion in der Charnadüra. Diese Anlage hatte 800 PS und belieferte zunächst nur Hotels, da ein allgemeines Stromnetz für Private zu diesem Zeitpunkt noch nicht bestand. Ab dem Jahr 1896 versorgte das Kraftwerk auch die Strassenbahn St. Moritz.
Die heutige Anlage stammt von 1931/1932: Das Wasser wird vom St. Moritzersee mit Hilfe eines Stauwehrs in einem etwa 1000 Meter langen Stollen abgeführt und fällt am Ausgang der Schlucht in einer etwa 50 Meter hohen Druckleitung ins Werk Islas.

### Leistung
Die installierte Leistung des Laufkraftwerks von Islas beträgt 4,3 MW, die Jahresproduktion beläuft sich auf circa 16,5 GWh pro Jahr. Damit deckt das Werk etwa 20 % des Bedarfs der Gemeinden Celerina und St. Moritz. Das Elektrizitätswerk ist Teil des lokalen Energieunternehmens St. Moritz Energie (SME).

### Umweltschutzaspekt
St. Moritz Energie ist verpflichtet, im Sommer einen minimalen Wasserfluss von 75 Liter pro Sekunde zu gewährleisten. Am Stauwehr wurde schon zu Beginn der 1930er-Jahre beim Bau der Anlage ein Fischpass errichtet, jedoch nie auf Tauglichkeit geprüft. Ein zweiter Fischpass bestand im unteren Teil der Charnadüra, doch war dieser oft durch Geschiebe verstopft. 1999 wurde er zugemauert. Den Austausch der Fische zwischen dem St. Moritzersee und dem weiteren Verlauf des Inns gewährleistet heute der Fischereiaufseher durch Transporte.
Dieser künstliche Austausch von Fischen ist von Bedeutung, da die Wasserstrecke Maloja–Samedan vom Bundesamt für Umwelt (BAFU) als Kernzone für Äschen taxiert wird und die Charnadüra eine Lücke in dieser Kernzone darstellt. Die Äschen laichen sowohl in Silvaplana oberhalb der Charnadüra als auch in Celerina unterhalb der Charnadüra.

## Bahn
| \| \| \| von Chur und Scuol \| \| \| \| 100,32 \| Celerina \| 1730 m ü. M. \| \| \| \| Charnadüra I (449 m) \| \| \| \| \| Lehnenviadukt (37 m) \| \| \| \| \| Argentieri (114 m) \| \| \| \| \| Via Serlas Brücke (22 m) \| \| \| \| \| Berninabahn von Tirano \| \| \| \| 102,93 \| St. Moritz \| 1775 m ü. M. \| \| \| \| \| \| |        |                          |                          |
| Strecke |        | von Chur und Scuol       | von Chur und Scuol       |
| Bahnhof | 100,32 | Celerina                 | 1730 m ü. M.             |
| Tunnel |        | Charnadüra I (449 m)     | Charnadüra I (449 m)     |
| Brücke |        | Lehnenviadukt (37 m)     | Lehnenviadukt (37 m)     |
| Tunnel |        | Argentieri (114 m)       | Argentieri (114 m)       |
| Brücke |        | Via Serlas Brücke (22 m) | Via Serlas Brücke (22 m) |
| Abzweig geradeaus und von links |        | Berninabahn von Tirano   | Berninabahn von Tirano   |
| Kopfbahnhof Streckenende | 102,93 | St. Moritz               | 1775 m ü. M.             |
| |        |                          |                          |

| \| \| 0,000 \| St. Moritz \| 1775 m ü. M. \| \| \| \| Albulabahn nach Thusis \| \| \| \| \| Innviadukt (64 m) \| \| \| \| \| Charnadüra II (689 m) \| \| \| \| 2,028 \| Celerina Staz \| 1716 m ü. M. \| \| \| \| nach Pontresina bzw. Tirano \| \| |       |                             |                             |
| Kopfbahnhof Streckenanfang | 0,000 | St. Moritz                  | 1775 m ü. M.                |
| Abzweig geradeaus und nach links |       | Albulabahn nach Thusis      | Albulabahn nach Thusis      |
| Brücke über Wasserlauf |       | Innviadukt (64 m)           | Innviadukt (64 m)           |
| Tunnel |       | Charnadüra II (689 m)       | Charnadüra II (689 m)       |
| Haltepunkt / Haltestelle | 2,028 | Celerina Staz               | 1716 m ü. M.                |
| Strecke |       | nach Pontresina bzw. Tirano | nach Pontresina bzw. Tirano |

### Albulabahn
Die Albulabahn führt von St. Moritz aus linksseitig in die Charnadüra, zunächst über die 22 m lange Via-Serlas-Brücke, den kurzen Argentieri-Tunnel (114 m), dann über ein 37 m langes Lehnenviadukt, und schliesslich verlässt sie die Schlucht durch den 449 m langen Tunnel Charnadüra I in Richtung Unterengadin und Chur.

### Berninabahn
Die Berninabahn führt über die vier Bögen des Innviadukts in die Schlucht hinein und verlässt sie durch den 689 m langen Tunnel Charnadüra II in Richtung Pontresina bzw. Berninapass.
Charnadüra II ist der längste Tunnel der gesamten Berninabahn und verursachte hohe Mehrkosten beim Bau der Bahn. Ursprünglich hätte die Berninabahn durch den Stazerwald nach Pontresina geführt werden sollen, doch bildete sich damals Widerstand gegen diese billigere Trassenführung.
In den ersten Betriebsjahren fuhr die Berninabahn nur sommers. Im Winter 1913/1914 wurde jedoch bereits der arbeits- und kostenintensive Winterbetrieb aufgenommen.

## Strassenverkehr
Seit 1970 wird der Hauptverkehr zwischen Celerina und St. Moritz als Via Grevas bzw. Hauptstrasse 27 durch die Charnadüra geführt. Die Strasse verläuft im Grund der Schlucht und ist an zwei Stellen gedeckt.
Im Schnitt fahren ca. 4 Millionen Fahrzeuge pro Jahr durch die Charnadüra, was etwa 11'000 Fahrzeugen pro Tag oder 460 Fahrzeugen pro Stunde entspricht.

## Schlachthof
Zu Beginn des 20. Jahrhunderts entstand in der neuen Gewerbezone am oberen Eingang der Schlucht ein Schlachthof. Dieser hatte einen Gleisanschluss an die Berninabahn.
Heute befindet sich hier der Werkhof der Gemeinde St. Moritz.

## Sonstiges
Am 28. Oktober 1901 kam der Berliner Arzt und Philosoph Paul Rée in der Charnadüra ums Leben. Es ist nicht geklärt, ob es sich dabei um einen Wanderunfall oder einen Suizid handelte. Seit 1958 erinnert eine Gedenktafel in der Charnadüra an diesen Freund von Friedrich Nietzsche.
Der österreichische Erzähler und Dramatiker Arthur Schnitzler vermerkt im September 1925 in seinem Tagebuch: 1923–1926 eine Wanderung durch die Charnadüra.
Der bekannte Fotograf Albert Steiner nutzte von 1924 bis 1950 das ehemalige Restaurant Innfall als Atelier. Heute ist die Lokalität wieder ein Restaurant.